# 矯詔
矯詔或矫旨，在中國古代意指「假傳聖旨」，是死罪之一，出自《漢書·不顯傳》。據史書所述，矯詔是歷朝弄臣的常用技倆，諸如明朝劉瑾、魏忠賢等就曾經屢發矯詔。

## 矯詔濫用用情況
在王朝處於動盪時，不乏為了爭奪權力，常以矯詔手段除掉政敵的案例發生。
但不得權勢者亦可能透過矯詔增強號召力：《三國演義》裏的一個著名故事，就是說當時還未得勢的曹操透過發矯詔以召天下諸侯兵馬討伐占據京城的董卓。
清朝，该罪名规定不分主犯从犯皆斩首处死。

## 外部連結
- “矫诏”为什么如此容易 - 黃波 （页面存档备份，存于）